# Расовый состав США

Расово-этнический состав США согласно переписи (англ. Race and ethnicity in the United States Census), по определению Бюро переписи Соединённых Штатов и Административно-бюджетного управления при Президенте США, основан на самоидентификации жителей США, в частности, относят ли они себя к латиноамериканцам.
Расы в США являются социально-политической концепцией, при этом отнесение себя респондентом к той или иной расе должно «в целом отражать социальное определение расы, принятое в стране». Административно-бюджетное управление определяет расу как понятие, предназначенное для переписи, а не как научное или антропологическое, и принимающее во внимание «социальные и культурные характеристики, а также происхождение» с использованием «надлежащих научных методов», но не «биологическое или генетическое по существу».
Раса и этническая принадлежность считаются различными понятиями, при этом отдельный вопрос задаётся об испано-латиноамериканском происхождении. Таким образом, наряду с расой, все участники переписи классифицируются по принадлежности или непринадлежности к испаноязычным (латиноамериканцам). В 1997 году Административно-бюджетное управление выпустило памятку с определениями рас и этносов.

## Перепись 2000 года

### Расы
Во время переписи 2000 г. вопросы о расе задавались иначе, чем ранее. Наиболее важным было то, что респондентам дали возможности выбрать одну или более расовых категорий. Данные показывают, что почти 7 млн американцев указали, что относятся к 2 и более расам. По причине данных изменений данные переписи 2000 г. не могут быть напрямую сравнены с данными переписи 1990 г. или более ранних переписей, и нужно проявлять известную осторожность в выводах об изменении национально-расового состава США за прошедшее время.
Следующие определения относились только к переписи 2000 г.
- «Белый. Лицо, происходящее от любого из коренных народов Европы, Ближнего Востока или Северной Африки. Включает людей, которые обозначают свою расу как „белая“ или сообщают, что они по национальности ирландцы, немцы, итальянцы, поляки, евреи, ливанцы, арабы, выходцы с Ближнего Востока, и т. п.»[9]

- «Чернокожий, негр или афроамериканец. Лицо, происходящее от любой из чёрных расовых групп Африки. Включает людей, обозначающих свою расу как чёрную, афроамериканскую или негритянскую, и относится к таким письменным обозначениям, как афроамериканец, кениец, нигериец или гаитянин.»[9]

- «Индеец или коренной житель Аляски. Лицо, происходящее от любого из аборигенных народов Северной и Южной Америки (включая Центральную Америку) и сохраняющее связи со своим племенем или общиной.»[9]

- «Азиат. Лицо, происходящее от любой из аборигенных групп Дальнего Востока, Юго-Восточной Азии или Индийского субконтинента, включая, например, Камбоджу, Китай, Индию, Японию, Корею, Малайзию, Пакистан, Филиппины, Таиланд и Вьетнам. Включает „азиатских индусов“, „китайцев“, „филиппинцев“, „корейцев“, „японцев“, „вьетнамцев“, и „прочих азиатов“».[9]

- «Гаваец или житель Океании. Лицо, происходящее от любого из коренных народов Гавайских островов, о. Гуам, Самоа, или других островов Океании. Включает людей, указывающих своё происхождение как „коренной гаваец“, „гуамец“, „чаморро“, „самоанец“ или иной „житель Океании“».[9]

- «Прочие расы. Включает все прочие ответы, не включённые в вышеуказанные разделы. В эту категорию включаются респонденты, указывающие такие ответы, как „много рас“, „смешанное происхождение“, „потомок межрасового брака“, „бело-индеец“ или испаноязычный/латиноамериканец (например, мексиканец, пуэрториканец, кубинец) в разделе „другие расы“».[9]
- «Две или более расы. Люди могут указать две или более расы, либо отметив квадраты напротив двух или более ответов на вопросы о расе, либо вписав нужную информацию».[9]

### Этническая принадлежность
Федеральное правительство США установило, что «при сборе и представлении данных федеральные агентства обязаны использовать как минимум два этнических обозначенния: „испаноязычный или латиноамериканец“ или „не испаноязычный или латиноамериканец“». Бюро переписи определяет понятие «испаноязычный или латиноамериканец» как «лицо кубинской, мексиканской, пуэрто-риканской, южно- или центральноамериканской или иной испаноязычной культуры или происхождения независимо от расы».
Согласно переписи США 2000 г. 12,5 % населения США причислили себя к «испаноязычным или латиноамериканцам».

## Соотношение между расой и национальностью
Бюро по переписи (US Census Bureau) предупреждает, что расовые данные согласно Переписи 2000 года не сопоставляются напрямую с данными прежних переписей. Было также отмечено, что многие жители США не видят разницы между понятиями «раса» и «этническое происхождение».
| Раса                      | Испанская или латиноамериканская | % of H/L | % of US | Not Hispanic or Latino | % of Not H/L | % of US |
| ------------------------- | -------------------------------- | -------- | ------- | ---------------------- | ------------ | ------- |
| Любые расы                | 35 305 818                       | 100      | 12,5    | 246 116 088            | 100          | 87,5    |
| Одна раса:                | 33 081 736                       | 93,7     | 11,8    | 241 513 942            | 98,1         | 85,8    |
| Белые                     | 16 907 852                       | 47,9     | 6,0     | 194 552 774            | 79,1         | 69,1    |
| Чёрные или афроамериканцы | 710 353                          | 2,0      | 0,3     | 33 947 837             | 13,8         | 12,1    |
| Индейцы или эскимосы      | 407 073                          | 1,2      | 0,1     | 2 068 883              | 0,8          | 0,7     |
| Азиаты                    | 119 829                          | 0,3      | <0,1    | 10 123 169             | 4,1          | 3,6     |
| Гавайцы или & океанийцы   | 45 326                           | 0,1      | <0,1    | 353 509                | 0,1          | 0,1     |
| Прочие                    | 14 891 303                       | 42,2     | 5,3     | 467 770                | 0,2          | 0,2     |
| 2+ расы:                  | 2 224 082                        | 6,3      | 0,8     | 4 602 146              | 1,9          | 1,6     |
| Прочее + W/B/N/A          | 1 859 538                        | 5,3      | 0,7     | 1 302 875              | 0,5          | 0,5     |
| 2+ W/B/N/A                | 364 544                          | 1,0      | 0,1     | 3 299 271              | 1,3          | 1,2     |

## Перепись 2010 года
Перепись 2010 года предусматривает изменения с целью определить более чётко испаноязычную общность как этническую, а не расовую. Возможно, в опросник будет добавлено предложение: «Для целей данного опроса испаноязычное происхождение не считается расой». Кроме того, категория «Испаноязычный или латиноамериканец» будет переименована в категорию «испаноязычный, латиноамериканец или испанского происхождения».
В результате того, что очень большой процент испаноязычных респондентов относил себя к группе «Другие расы» (нестандартная категория), при переписи 2010 года предполагается изъять данную категорию.

## Графики и таблицы
Доля расовых меньшинств в общей численности населения регионов, %:

- 1980
- 1990
- 2000
- 2010

| Этническая группа матери                  | Число рождений, тыс. | В % от всех рождений | Коэффициент суммарной рождаемости | То же в % к общему уровню |
| ----------------------------------------- | -------------------- | -------------------- | --------------------------------- | ------------------------- |
| Всего                                     | 4025,9               | 100                  | 2,03                              | 100                       |
| Белые нелатиноамериканцы                  | 2326,6               | 57,8                 | 1,84                              | 91                        |
| Темнокожие                                | 606,2                | 15,1                 | 2,05                              | 101                       |
| Азиаты и выходцы с тихоокеанских островов | 200,3                | 5,0                  | 1,84                              | 91                        |
| Американские индейцы                      | 41,9                 | 1,0                  | 1,75                              | 86                        |
| Латиноамериканцы                          | 851,9                | 21,2                 | 2,75                              | 135                       |

|                                                                      | 2000 г.                    | 2000 г. | 2010 г.                    | 2010 г. | Изменение с 2000 по 2010 г. | Изменение с 2000 по 2010 г. |
| Испано/латиноамериканское происхождение и расы                       | численность (млн. человек) | %       | численность (млн. человек) | %       | численность (млн. человек)  | %                           |
| -------------------------------------------------------------------- | -------------------------- | ------- | -------------------------- | ------- | --------------------------- | --------------------------- |
| Испано/латиноамериканское происхождение (испаноязычные) и белая раса |                            |         |                            |         |                             |                             |
| Всё население США                                                    | 281,4                      | 100     | 308,7                      | 100     | 27,3                        | 9,7                         |
| испаноязычные                                                        | 35,3                       | 12,5    | 50,5                       | 16,3    | 15,2                        | 43,0                        |
| неиспаноязычные                                                      | 246,1                      | 87,5    | 258,3                      | 83,7    | 12,2                        | 4,9                         |
| белое неиспаноязычное население                                      | 194,6                      | 69,1    | 196,8                      | 63,7    | 2,3                         | 1,2                         |
| Расы                                                                 |                            |         |                            |         |                             |                             |
| Всё население США                                                    | 281,4                      | 100     | 308,7                      | 100     | 27,3                        | 9,7                         |
| Одна раса                                                            | 274,6                      | 97,6    | 299,7                      | 97,1    | 25,1                        | 9,2                         |
| белые                                                                | 211,5                      | 75,1    | 223,6                      | 72,4    | 12,1                        | 5,7                         |
| Темнокожие                                                           | 34,7                       | 12,3    | 38,9                       | 12,6    | 4,3                         | 12,3                        |
| американские индейцы и коренные жители Аляски                        | 2,5                        | 0,9     | 2,9                        | 0,9     | 0,5                         | 18,4                        |
| азиаты                                                               | 10,2                       | 3,6     | 14,7                       | 4,8     | 4,4                         | 43,3                        |
| коренные жители Гавайских островов или других островов Тихого океана | 0,4                        | 0,1     | 0,5                        | 0,2     | 0,1                         | 35,4                        |
| другая раса                                                          | 15,4                       | 5,5     | 19,1                       | 6,1     | 3,7                         | 24,4                        |
| Две расы и более                                                     | 6,8                        | 2,4     | 9,0                        | 2,9     | 2,2                         | 32,0                        |

| Испано/латиноамериканское происхождение и расы                       | 2000 г.                                                              | 2000 г.                                                              | 2010 г.                                                              | 2010 г.                                                              | Изменение с 2000 по 2010 г.                                          | Изменение с 2000 по 2010 г.                                          |
| Испано/латиноамериканское происхождение и расы                       | численность (млн. человек)                                           | %                                                                    | численность (млн. человек)                                           | %                                                                    | численность (млн. человек)                                           | %                                                                    |
| Испано/латиноамериканское происхождение (испаноязычные) и белая раса | Испано/латиноамериканское происхождение (испаноязычные) и белая раса | Испано/латиноамериканское происхождение (испаноязычные) и белая раса | Испано/латиноамериканское происхождение (испаноязычные) и белая раса | Испано/латиноамериканское происхождение (испаноязычные) и белая раса | Испано/латиноамериканское происхождение (испаноязычные) и белая раса | Испано/латиноамериканское происхождение (испаноязычные) и белая раса |
| -------------------------------------------------------------------- | -------------------------------------------------------------------- | -------------------------------------------------------------------- | -------------------------------------------------------------------- | -------------------------------------------------------------------- | -------------------------------------------------------------------- | -------------------------------------------------------------------- |
| Всё население США                                                    | 281,4                                                                | 100                                                                  | 308,7                                                                | 100                                                                  | 27,3                                                                 | 9,7                                                                  |
| испаноязычные                                                        | 35,3                                                                 | 12,5                                                                 | 50,5                                                                 | 16,3                                                                 | 15,2                                                                 | 43,0                                                                 |
| неиспаноязычные                                                      | 246,1                                                                | 87,5                                                                 | 258,3                                                                | 83,7                                                                 | 12,2                                                                 | 4,9                                                                  |
| белое неиспаноязычное население                                      | 194,6                                                                | 69,1                                                                 | 196,8                                                                | 63,7                                                                 | 2,3                                                                  | 1,2                                                                  |
| Расы                                                                 |                                                                      |                                                                      |                                                                      |                                                                      |                                                                      |                                                                      |
| Всё население США                                                    | 281,4                                                                | 100                                                                  | 308,7                                                                | 100                                                                  | 27,3                                                                 | 9,7                                                                  |
| Одна раса                                                            | 274,6                                                                | 97,6                                                                 | 299,7                                                                | 97,1                                                                 | 25,1                                                                 | 9,2                                                                  |
| белые                                                                | 211,5                                                                | 75,1                                                                 | 223,6                                                                | 72,4                                                                 | 12,1                                                                 | 5,7                                                                  |
| Темнокожие                                                           | 34,7                                                                 | 12,3                                                                 | 38,9                                                                 | 12,6                                                                 | 4,3                                                                  | 12,3                                                                 |
| американские индейцы и коренные жители Аляски                        | 2,5                                                                  | 0,9                                                                  | 2,9                                                                  | 0,9                                                                  | 0,5                                                                  | 18,4                                                                 |
| азиаты                                                               | 10,2                                                                 | 3,6                                                                  | 14,7                                                                 | 4,8                                                                  | 4,4                                                                  | 43,3                                                                 |
| коренные жители Гавайских островов или других островов Тихого океана | 0,4                                                                  | 0,1                                                                  | 0,5                                                                  | 0,2                                                                  | 0,1                                                                  | 35,4                                                                 |
| другая раса                                                          | 15,4                                                                 | 5,5                                                                  | 19,1                                                                 | 6,1                                                                  | 3,7                                                                  | 24,4                                                                 |
| Две расы и более                                                     | 6,8                                                                  | 2,4                                                                  | 9,0                                                                  | 2,9                                                                  | 2,2                                                                  | 32,0                                                                 |

| Всего                                    | 2,123       |
| в том числе                              | в том числе |
| ---------------------------------------- | ----------- |
| Белые                                    | 2,098       |
| Темнокожие                               | 2,14        |
| Индейцы, эскимосы, алеуты                | 2,451       |
| Выходцы из Азии и Тихоокеанского региона | 2,252       |
| Испаноязычные                            | 2,818       |